# ハーボーン駅
ハーボーン駅（ハーボーンえき、Harborne railway station）は、かつてイングランドにあった鉄道駅で、ハーボーン鉄道によって建設され、ロンドン・アンド・ノース・ウェスタン鉄道 (London and North Western Railway, LNWR) によって1874年から運用されていた。旅客用施設のほかに、貨物用の建屋と側線があった。
この駅はハーボーン鉄道の終点であり、利用圏はバーミンガムのハーボーン地域で、駅はステーション・ロード (Station Road) から少し入ったところに位置していた。この路線は20年にわたって管財人の管理下にあったが、その間、平日に運行される便数は6本から増やされ、1897年には20本になり、1910年には29本になった。
この路線はもともと単線で、ホーボーン駅には交換線があり、その終端には転車台が設けられていた。開業当初はプラットホームは1面1線のみであったが、1901年に交換線側にもプラットホームが設けられた。しかし、このプラットホームは、バーミンガム・コーポレーション・トラムウェイズ (Birmingham Corporation Tramways) による路面電車路線の導入以降はほとんど利用されなくなり、1911年には貨物の建屋に置き換えられた。プラットホームには連絡橋もあったが、これは住宅地に直接繋がっていた。
1923年、ハーボーン鉄道は、1921年鉄道法 (Railways Act 1921) に基づく鉄道会社のグループ化によって、ロンドン・ミッドランド・アンド・スコティッシュ鉄道 (LMS) の一部となった。
この駅は、1934年に廃止されたが、貨物の取り扱いは1963年まで続いた。
この路線は1963年11月4日をもって完全に廃止されたが、これを記念して（廃止直前の11月2日に）スチーブンソン蒸気機関車協会 (Stephenson Locomotive Society, SLS) が仕立てた最後の列車が運行された。
今日では跡地にも駅があった痕跡はまったく残っていない。駅の敷地跡には、住宅や業務施設などが建てられている。

## 隣の駅
ハーボーン鉄道（廃線）
ハーボーン駅（終点）- ハグリー・ロード駅